# 松尾博一
もしかして
- 松野博一

ではありませんか？